# Jastrabie pri Michalovciach
Jastrabie pri Michalovciach este o comună slovacă, aflată în districtul Michalovce din regiunea Košice. Localitatea se află la altitudinea de 104 m deasupra n.m., se întinde pe o suprafață de 5,74 km2 și în 2017 număra 282 de locuitori. Se învecinează cu Iňačovce, Čečehov, Hažín și Zalužice.

## Istoric
Localitatea Jastrabie pri Michalovciach este atestată documentar din 1337.

## Demografie
| An:                | 1994 | 2004    | 2014    | 2024   |
| ------------------ | ---- | ------- | ------- | ------ |
| Număr de persoane: | 286  | 338     | 293     | 287    |
| Diferență:         |      | +18,18% | −13,31% | −2,04% |

| An:                | 2023 | 2024   |
| ------------------ | ---- | ------ |
| Număr de persoane: | 289  | 287    |
| Diferență:         |      | −0,69% |